# Белохвостиков, Евгений Петрович
Евге́ний Петро́вич Белохво́стиков (род. 2 июня 1987, Пенза, РСФСР, СССР) — российский историк, краевед, журналист. Главный редактор журнала «Пензенские епархиальные ведомости» (с 2014 года). Кандидат исторических наук (2024).

## Биография
Родился в Пензе. В 2001 году окончил детскую музыкальную школу № 1 г. Пензы по классу гитары. В 2002 году окончил девять классов в гимназии № 53 г. Пензы, в 2002—2003 годах экстерном окончил 10-11 классы в Центре образования № 1 г. Пензы. В 2003—2004 годах обучался в Пензенском православном духовном училище. В 2009 году окончил (заочно) исторический факультет Пензенского государственного педагогического университета им. В. Г. Белинского (тема дипломной работы — «Архитекторы старой Пензы», научный руководитель — доктор исторических наук, профессор Виктор Викторович Кондрашин).
В 2001—2003 годах публиковался в газете «Сурская правда» (р.п. Лунино Пензенской области). В июне 2002 года по благословению епископа Пензенского и Кузнецкого Филарета (Карагодина) был принят на должность помощника редактора журнала «Пензенские епархиальные ведомости» (главным редактором в 1998—2009 годах являлся известный пензенский краевед Александр Игоревич Дворжанский).
В 2004—2007 годах — литературный редактор пензенской мультимедиа компании «Алюр». Принимал участие в создании мультимедиа дисков «Святые источники земли Пензенской» (2004), «Пензенский государственный краеведческий музей» (2005), "Государственный Лермонтовский музей-заповедник «Тарханы» (2006), «Шедевры Пензенской областной картинной галереи им. К. А. Савицкого» (2006), «Герои и подвиги» (2007).
С января 2004 года — внештатный автор пензенской газеты «Улица Московская». Автор циклов газетных публикаций "Архитекторы старой Пензы (2005—2006), «Осколки дворянской России» (2009—2010), «Прогулки по Западной Поляне» (2010—2014).
С июля 2008 года — корреспондент гостелерадиокомпании «Пенза». Автор и ведущий телепрограмм «Веры дивная лампада» (2010—2024, в соавт. с Ю. В. Шевырёвой), «Специальный репортаж» (2010—2011), «Сельские вести» (2012—2022), «Штрихи к портрету города» (2013—2014), «Интересная персона» (2014—2017, в соавт. с Ю. В. Шевырёвой и др.), «Пензенская хроника. XX век» (2016—2017), «Над программой работали» (2017), «Пензенская видеоэнциклопедия. XXI век» (2022, в соавт. с Ю. В. Шевырёвой и др.); радиопрограмм «Мир Православия» (с 2011), «Православный разговор» (2015—2019, в соавт. с Ю. В. Шевырёвой), «Доброе слово» (с 2016), «Пензенские хроники» (2020—2022). Один из создателей (совместно с А. А. Астафичевым и А. В. Павловым) музея телевидения и радио ГТРК «Пенза» (2013).
В мае 2010 года при Пензенском епархиальном управлении по инициативе епископа Вениамина (Зарицкого) была создана телегруппа. С этого времени Евгений Белохвостиков — епархиальный тележурналист; с февраля 2014 года — председатель издательского отдела Пензенской епархии, главный редактор журнала «Пензенские епархиальные ведомости», газеты «Пензенский православный собеседник», альманаха «Пензенский летописец». Участник фестивалей православных СМИ «Вера и слово» (2010, 2012, 2014, 2016, 2018, 2023).
С сентября 2017 года — секретарь комиссии по канонизации святых Пензенской епархии. При непосредственном участии Белохвостикова были подготовлены материалы для канонизации блаженного Иоанна Кочетовского (2018) и установления особого дня памяти Собора святых Пензенской митрополии (2020). Участник обретения мощей блаженного Иоанна Кочетовского, секретарь комиссии по обретению мощей (июль-сентябрь 2018 года).
С мая 2019 года — древлехранитель Пензенской епархии.
В 2020 году окончил (очно, с отличием) магистратуру Пензенской духовной семинарии (тема выпускной квалификационной работы — «„Начертание церковной истории, от библейских времен до XVIII века, в пользу духовного юношества“ Иннокентия Пензенского — первый учебник по церковной истории в русской духовной школе», научный руководитель — доктор исторических наук, профессор Ирина Ивановна Маслова).
В 2023 году окончил (заочно) аспирантуру при Пензенском государственном университете архитектуры и строительства по направлению «Исторические науки и археология» (тема выпускной квалификационной работы — «Высшее православное духовенство в религиозно-политической жизни Российской империи в 1812—1825 гг.», научный руководитель — доктор исторических наук, профессор Ирина Ивановна Маслова).
21 декабря 2024 года в объединенном диссовете, созданном на базе Пензенского государственного университета и Самарского национального исследовательского университета им. академика С.П. Королева,  защитил диссертацию на соискание ученой степени кандидата исторических наук на тему «Высшее православное духовенство в религиозно-политической жизни Российской империи в 1812-1825 гг.» (научный руководитель – доктор исторических наук, профессор Ирина Ивановна Маслова; официальные оппоненты – доктор исторических наук, доцент Наталия Юрьевна Сухова и кандидат исторических наук, доцент Артем Валентинович Крестьянинов).
5 февраля 2023 года митрополитом Пензенским и Нижнеломовским Серафимом (Домниным) рукоположён во диакона. Несет служение в Спасском кафедральном соборе Пензы.
С июня 2024 года — заместитель председателя церковно-исторического комитета Пензенской епархии по музейно-выставочной деятельности.
Один из создателей музея Пензенской епархии (открыт 24 декабря 2024 г.).

## Научная деятельность
Краеведением начал заниматься ещё в школьные годы. Первая работа под названием «История Есинеевского края» (2001), посвященная истории села Старая Есинеевка, деревни Новая Есинеевка и ближайших к ним населенных пунктов в Каменском районе Пензенской области, была основана на воспоминаниях старожилов и документах Государственного архива Пензенской области, и удостоилась положительного отзыва председателя Археографической комиссии Российской Академии наук и Союза краеведов России, академика Российской академии образования Сигурда Оттовича Шмидта: «Работа свидетельствует о серьёзном интересе начинающего историка к проблематике исторического краеведения, большом трудолюбии, склонности и способности к самостоятельной работе исследовательского плана. Работа эта заслуживает поощрения, может быть рекомендована на конкурсы школьных сочинений и исследовательских трудов. Желательно, чтобы Евгений Белохвостиков имел возможность продолжать свои научные занятия».
Автор свыше 800 публикаций, в том числе статей в «Православной энциклопедии» (М., 2015—2023), «Купринской энциклопедии» (Пенза, 2016), «Пензенской энциклопедии» (Пенза, 2019), а также 28-ти отдельных изданий, посвященных, преимущественно, истории Пензенского края.
Публиковался в журналах «Пензенские епархиальные ведомости», «Пензенский временник любителей старины», «Пензенский летописец», «Сура», «Тарханский вестник», «Архитектурная Пенза», «Парк Белинского», «Кузнецкий епархиальный вестник», «Дорогое удовольствие — Пенза», «Chief Time — Пенза, Саранск», «Журнал Московской Патриархии», «Богословский сборник Тамбовской духовной семинарии», «Нива Господня», «Адреса Петербурга», «Наукосфера», «Известия высших учебных заведений. Поволжский регион. Гуманитарные науки», «Христианское чтение».
Секретарь научно-редакционного совета по изданию Полного собрания творений святителя Иннокентия Пензенского в 10 томах и ответственный редактор издания (2015—2020). Издание, в которое вошли все известные тексты, созданные либо утвержденные святителем Иннокентием, было приурочено к 200-летию со дня кончины святого, и стало первым подобным проектом не только относительно его наследия, но и первым полным собранием трудов российского богослова. Председатель Издательского совета Русской Православной Церкви митрополит Калужский и Боровский Климент (Капалин) в своей авторской колонке в «Вечерней Москве» отмечает: «Без преувеличений можно сказать, что выпуск многотомного издания в наши дни является свидетельством истинного, ревностного служения книжному делу, просветительским целям, фиксации нашего культурного наследия».
Член церковно-исторического комитета Пензенской епархии (с 2002 года) и Российского военно-исторического общества (с 2017 года). С 2016 года — член общественного совета при Комитете по охране памятников истории и культуры Пензенской области (в 2016—2021 годах — заместитель председателя совета).
Участник международных, всероссийских и межрегиональных научно-практических конференций. Ежегодно принимает участие в Филаретовской секции Богословской конференции Православного Свято-Тихоновского гуманитарного университета и Международной научно-практической конференции «Роль Русской Православной Церкви, общества и государства в сохранении исторической памяти о новомучениках, исповедниках и жертвах репрессий» (Пензенская духовная семинария).
В 2012 году по результатам исследования Института региональной политики «Интеллектуальная Пенза» занял в итоговом рейтинге интеллектуальной элиты Пензы 54-55 место.
Сфера научных интересов: церковная история и краеведение, литературное краеведение, некрополеведение, история дворянских родов и усадеб.

## Публикации
Книги и брошюры
- Жизнь и деятельность архимандрита Григория (Сагакского): биобиблиогр. справочник. — Пенза, 2003. — 11 с. — (Пензенские краеведы).
- Софийский спиртзавод. Становление и развитие. — Пенза, 2003. — 59 с.
- Церковь без крестов. Гонения на. Православие в лунинском районе. — Пенза, 2004. — 124 с
- Ступени роста: Пензенскому радиозаводу — 30 лет. — [Пенза] : Ин-т регион. политики, 2005. — 256 с.
- Святые источники Пензенской земли. Изд. 1-е. Пенза, 2006;
- Святые источники земли Пензенской: 12 туристических маршрутов для автолюбителей / авт. текста Белохвостиков Е. — [Пенза] : Мультимедийная компания «АЛЮР», 2009. — 24 с.
- Святые источники Пензенской земли. Изд. 2-е, доп. и испр. Пенза, 2006;
- По храмам Пензы. Изд. 1-е. Пенза, 2007;
- Городской некрополь: XIX век — 1916 год : исследования на местности. — Пенза : [б. и.], 2007. — 111 с.
- Святые источники Пензенской земли. Изд. 3-е, доп. и испр. — Пенза, 2007;
- Странички пензенской истории. Краеведческие статьи 2001—2008 гг. В 2-х ч. — Пенза, 2008;
- Святые источники земли Пензенской: 12 туристических маршрутов для автолюбителей. Изд. 2-е. — Пенза: Алюр, 2009;
- Архитекторы старой Пензы. — Пенза, 2009;
- По монастырям Пензенского края. — Пенза, 2010;
- Пензенские дворяне Кашкаровы. История рода. — Пенза, 2010;
- По храмам Пензы. Изд. 2-е, доп. и испр. Пенза, 2012;
- Богохранимый край (в соавт. с Логиновой Т. В., Песковой О. В.). М.: Пенаты, 2013;
- Семь Ключей: святой уголок Пензенской земли. Изд. 1-е. Пенза: Издательство Пензенской епархии, 2014;
- Пензенский Спасо-Преображенский мужской монастырь. — Пенза: Издательство Пензенской епархии, 2014;
- Семь Ключей. Святой уголок Пензенской земли. — Изд. 2-е, доп. — Пенза : Издательский отд. Пензенской епархии, 2016. — 164 с. — ISBN 978-5-901445-14-3. — 1000 экз.
- Сердобская епархия. 2012—2017. К пятилетию со дня образования. — Сердобск, 2017;
- Заступница усердная. Казанская-Пензенская икона Божией Матери. — Пенза : Издательский отд. Пензенской епархии, 2017. — 185 с. — ISBN 978-5-901445-15-0. — 1000 экз.
- По святым местам Пензенского края. — Пенза: Издательство Пензенской епархии, 2019;
- Тебе Единому жить. Святитель Иннокентий Пензенский и его эпоха. Кн. 1, ч. 1-2. — Пенза : Изд-во Пензенской епархии, 2019. — 959 с. — ISBN 978-5-901445-17-4
- Тебе Единому жить. Святитель Иннокентий Пензенский и его эпоха. Кн. 2, ч. 3-4. — Пенза : Изд-во Пензенской епархии, 2019. — 803 с. — ISBN 978-5-901445-18-1
- Сердобская епархия. Новые и восстановленные храмы. 2012—2022. — Сердобск, 2022;
- Спасский кафедральный собор Пензы. — Пенза : Изд-во Пензенской епархии, 2023. — 871 с. (в соавт. с Рассказовой Л. В.)
- Пензенский Спасо-Преображенский мужской монастырь. — Изд. 2-е, испр. и доп. — Пенза: Издательство Пензенской епархии, 2023.
- Спасский кафедральный собор. Прошлое и настоящее. — Пенза: Издательство Пензенской епархии, 2024.
- Архиепископ Феодосий (Погорский). Труды и свидетельства. – Пенза: Издательство Пензенской епархии, 2025. – 952 с.
- Архиепископ Серафим (Тихонов). Фотолетопись. – Пенза: Издательство Пензенской епархии, 2025. – 152 с.

Статьи
- Гонения на Православие в Пензенской области. 1917—1963 // Пензенский временник любителей старины. Вып. 14. 2004. — С. 86-141.
- Кузнецкая и Никольская епархия // Православная энциклопедия. — М., 2015. — Т. XXXIX : Крисп — Лангадасская, Литиская и Рендинская митрополия. — С. 265-266. — 33 000 экз. — ISBN 978-5-89572-033-2.
- Нижнеломовское викариатство // Православная энциклопедия. — М., 2018. — Т. XLIX : Непеин — Никодим. — С. 357. — 39 000 экз. — ISBN 978-5-89572-056-1.
- Пензенская и Нижнеломовская епархия // Православная энциклопедия. — М., 2019. — Т. LV : Пасхальные споры — Петр Дамаскин. — С. 301—319. — 39 000 экз. — ISBN 978-5-89572-062-2.
- Пензенская митрополия // Православная энциклопедия. — М., 2019. — Т. LV : Пасхальные споры — Петр Дамаскин. — С. 319. — 39 000 экз. — ISBN 978-5-89572-062-2.
- Святитель Иннокентий Пензенский — ученик Троицкой Лаврской духовной семинарии // Нива Господня. Вестник Пензенской Духовной Семинарии. 2020. — № 1 (15). — С. 37-47. (соавтор: Ершов В. К.)
- Святитель Иннокентий Пензенский и его окружение // Филаретовский альманах. Вып. 16. — М.: Изд-во ПСТГУ, 2020. — С. 133—182.
- Документы о начале обновленческого раскола в Пензенской епархии // Пензенские епархиальные ведомости. — 2021. — № 2 (1536). — С. 14—30.
- Епископ Иннокентий (Смирнов) и Российское Библейское общество: противодействие или сотрудничество? // Христианское чтение. — 2023. — № 4. — С. 296—304.

##### Редакторская работа
- «Служение Богу — сбывшаяся мечта». Беседы с митрополитом Пензенским и Нижнеломовским Серафимом. Пенза, 2017 (составитель);
- Святитель Иннокентий Пензенский. Полное собрание творений в 10 томах. Пенза: Издательство Пензенской епархии, 2019—2020 (ответственный редактор).
- Епископ Сердобский и Спасский Митрофан (Серёгин). Встречи с Божиими людьми и другие воспоминания о церковной жизни на рубеже эпох. — Сердобск, 2023. — 656 с.
- Протоиерей Владимир Тимаков. Воспоминания об архиепископе Пензенском и Саранском Кирилле (Поспелове). — Пенза: Издательство Пензенской епархии, 2024. — 124 с.

Интервью
- Свести факты воедино // Улица Московская. 2004. 8 октября.
- Евгений Белохвостиков напишет биографию святителя Иннокентия // Пенза плюс ТВ. 2016. 3 августа.
- Гармония Белохвостикова // Улица Московская. 2017. 9 июня.
- Евгений Белохвостиков: «Сын пошел в школу с радостью!» // Пенза плюс ТВ. 2020. 21 сентября.
- «Пензенские епархиальные ведомости»: история и современность
- Импульс к изучению трудов святителя Иннокентия Пензенского
- «Православная вера мне близка с детства» // Пенза плюс ТВ. 2024. 20 февраля.

## Основные работы на телевидении

### Документальные фильмы (автор сценария, режиссёр)
- «50 лет в эфире», к юбилею областного телевидения (вышел в эфир под названием «Говорит и показывает Пенза», сценарий в соавт. с Н. А. Межгориной и Ю. В. Шевырёвой, 2008);
- «Так Родина велела», о фронтовиках и тружениках тыла — ветеранах областного телевидения и радио (2010);
- (2011) «Пред Твоим пречистым образом», о Нижнеломовском Богородице-Казанском монастыре;
- «Боюсь не смерти я…», памяти ветерана пензенского телевидения Д. К. Вишневского (2013);
- «Пенза: взгляд из космоса», о пензенцах — покорителях космоса (2016);
- (2019) «Реки и времена Иннокентия Пензенского»;
- «Владыка», о митрополите Пензенском и Нижнеломовском Серафиме (2022).
- «Митрополит Вениамин: с помощью Божией всё возможно» (2024).

### Программы
- «Над программой работали»: Светлана Струкова (2017);
- «Веры дивная лампада»: фестиваль «Бахметевские вечера» (2018);
- «Стена памяти»: фронтовая семья ГТРК «Пенза» (2022);
- «Пензенская видеоэнциклопедия. XXI век»: о Казанской-Пензенской иконе Божией Матери (2022);
- «Пензенская видеоэнциклопедия. XXI век»: юбилей владыки Митрофана (2022);
- Рождественское интервью с митрополитом Пензенским и Нижнеломовским Серафимом (2023);
- Интервью с ветераном пензенской тележурналистики Д. П. Куликовым (2023).
- «Матушка Варвара и её обитель» (2023).
- «Веры дивная лампада», об архиепископе Кирилле (Поспелове) (2024).
- «Служу России. Отвечаю Богу» (2024).
- «Автопортрет на фоне малой родины» (2025).

## Награды
- Лауреат VI Купринского творческого конкурса «Гранатовый браслет» в номинации «Литературное краеведение» (Пенза, 2006)[7];
- Грамота «В благословение за усердные труды во славу Русской Православной Церкви» Святейшего Патриарха Алексия II (2007)[8];
- Благодарность генерального директор ВГТРК О. Б. Добродеева (2012, 2017);
- Лауреат I Всероссийского медиаконкурса «Русский космос» (Самара, 2016);
- Медаль Пензенской епархии «300 лет прославления Казанской-Пензенской иконы Божией Матери» (2017)[9];
- Благодарность губернатора Пензенской области И. А. Белозерцева (2018);
- Медаль Кузнецкой епархии «За усердные труды» 2-й ст. (2018)[10];
- Почетная грамота губернатора Пензенской области О. В. Мельниченко (2020);
- Диплом II степени в номинации «Лучшая историческая книга» XV открытого конкурса изданий «Просвещение через книгу» (Москва, 2020)[11];
- Медаль Пензенской епархии святителя Иннокентия Пензенского 1-й ст. (2021)[4];
- Специальный приз XVI открытого конкурса изданий «Просвещение через книгу» (Москва, 2021)[12];
- Губернаторский знак «За сохранение исторической памяти» (2022)[13].
- Диплом II степени в номинации «Лучшая телепрограмма» Х Всероссийского конкурса «Человек и вера» (Тобольск, 2023).
- Почетная грамота Законодательного собрания Пензенской области (2023).